# Sanitätschef der Kriegsmarine
Der Sanitätschef der Kriegsmarine war der oberste Verantwortliche für den Sanitätsdienst der Kriegsmarine und fachlicher Vorgesetzter der unterstellten Abteilungen und Einrichtungen sowie der im Zuständigkeitsbereich befindlichen Lazarette und Lazarett- und Verwundetentransportschiffe.
Er war zugleich Leiter der Marinemedizinalabteilung, die am 1. April 1939 in Marinemedizinalamt umbenannt wurde. Dieses war bis Oktober 1943 dem Stab des Oberbefehlshabers der Kriegsmarine und ab November 1943 dem Allgemeinen Marinehauptamt zugeteilt.
Erster Amtsinhaber war Admiraloberstabsarzt Moosauer, der zuvor bereits Sanitätschef der Reichsmarine war. Eine „Dienstvorschrift für den Sanitätschef der Kriegsmarine“ für das Amt wurde erst 1942 vom zweiten Sanitätschef Admiraloberstabsarzt Fikentscher erarbeitet und im Juli 1942 von Großadmiral Erich Raeder genehmigt.

## Sanitätschefs der Kriegsmarine
| Nr. | Name               | Beginn der Berufung | Ende der Berufung  | Dienstgrad                            |
| --- | ------------------ | ------------------- | ------------------ | ------------------------------------- |
| 1   | Sigmund Moosauer   | 1. Januar 1928      | 31. Dezember 1939  | Admiraloberstabsarzt                  |
| 2   | Alfred Fikentscher | 1. Januar 1940      | 30. September 1943 | Admiralstabsarzt/Admiraloberstabsarzt |
| 3   | Emil Greul         | 1. Oktober 1943     | 23. Mai 1945       | Admiralstabsarzt                      |

## Besonderheiten
Das Äquivalent zum Sanitätschef der Kriegsmarine waren im Zuständigkeitsbereich des Heeres der Heeres-Sanitätsinspekteur und in der Luftwaffe der Chef des Sanitätswesens der Luftwaffe.